# Peratyn
Peratyn (ukr. Пиратин) – wieś na Ukrainie, w obwodzie lwowskim, w rejonie szeptyckim. Liczy 730 mieszkańców.
W II Rzeczypospolitej do 1934 roku wieś stanowiła samodzielną gminę jednostkową w powiecie radziechowskim w woj. tarnopolskim. W związku z reformą scaleniową została 1 sierpnia 1934 roku włączona do nowo utworzonej wiejskiej gminy zbiorowej Radziechów w tymże powiecie i województwie. Po wojnie wieś weszła w struktury administracyjne Związku Radzieckiego.
Do 2020 w rejonie radziechowskim.
Antonin był częścią wsi.

## Urodzeni w Peratynie
- Henryk Rosmarin –  polski polityk pochodzenia żydowskiego, syjonista, adwokat, poseł w II RP[2].